# مارتین مرکلن
مارتین مرکلن (انگلیسی: Martín Merquelanz؛ زادهٔ ۱۲ ژوئن ۱۹۹۵) بازیکن فوتبال اهل اسپانیا است.
از باشگاه‌هایی که در آن بازی کرده‌است می‌توان به باشگاه فوتبال میراندس، باشگاه فوتبال رایو وایکانو، و باشگاه فوتبال رئال سوسیداد اشاره کرد.